# ۷۳۴ (خورشیدی)
۷۳۴ هفتصد و سی و چهارمین سال هجری خورشیدی است.